# Viola celinae
Viola celinae är en violväxtart som beskrevs av fader Sennen, Amp; Gonzalo och Goncal. Viola celinae ingår i släktet violer, och familjen violväxter. Inga underarter finns listade i Catalogue of Life.